# Saturn Awards 2003
La 29ª edizione dei Saturn Awards si è svolta il 18 maggio 2003 al Renaissance Hollywood Hotel di Los Angeles in California, per premiare le migliori produzioni cinematografiche e televisive del 2002.

## Vincitori e candidati
I vincitori sono indicati in grassetto, a seguire gli altri candidati.

### Film

#### Miglior film di fantascienza
- Minority Report, regia di Steven Spielberg[1]
- Men in Black II, regia di Barry Sonnenfeld
- Signs, regia di M. Night Shyamalan
- Solaris, regia di Steven Soderbergh
- Star Trek - La nemesi (Star Trek: Nemesis), regia di Stuart Baird
- Star Wars: Episodio II - L'attacco dei cloni (Star Wars: Episode II - Attack of the Clones), regia di George Lucas

#### Miglior film fantasy
- Il Signore degli Anelli - Le due torri (The Lord of the Rings: The Two Towers), regia di Peter Jackson[2]
- Harry Potter e la camera dei segreti (Harry Potter and the Chamber of Secrets), regia di Chris Columbus
- Il regno del fuoco (Reign of Fire), regia di Rob Bowman
- Che fine ha fatto Santa Clause? (The Santa Clause 2), regia di Michael Lembeck
- Il Re Scorpione (The Scorpion King), regia di Chuck Russell
- Spider-Man, regia di Sam Raimi

#### Miglior film horror
- The Ring, regia di Gore Verbinski[3]
- Blade II, regia di Guillermo del Toro
- Arac Attack - Mostri a otto zampe (Eight Legged Freaks), regia di Ellory Elkayem
- Frailty - Nessuno è al sicuro (Frailty), regia di Bill Paxton
- La regina dei dannati (Queen of the Damned), regia di Michael Rymer
- Resident Evil, regia di Paul W. S. Anderson

#### Miglior film d'azione/avventura/thriller
- Era mio padre (Road to Perdition), regia di Sam Mendes[4]
- The Bourne Identity, regia di Doug Liman
- La morte può attendere (Die Another Day), regia di Lee Tamahori
- One Hour Photo, regia di Mark Romanek
- Red Dragon, regia di Brett Ratner
- xXx, regia di Rob Cohen

#### Miglior attore
- Robin Williams - One Hour Photo
- Pierce Brosnan - La morte può attendere (Die Another Day)
- Viggo Mortensen - Il Signore degli Anelli - Le due torri (The Lord of the Rings: The Two Towers)
- Tom Cruise - Minority Report
- George Clooney - Solaris
- Tobey Maguire - Spider-Man

#### Miglior attrice
- Naomi Watts - The Ring
- Jodie Foster - Panic Room
- Milla Jovovich - Resident Evil
- Natascha McElhone - Solaris
- Kirsten Dunst - Spider-Man
- Natalie Portman - Star Wars: Episodio II - L'attacco dei cloni (Star Wars: Episode II - Attack of the Clones)

#### Miglior attore non protagonista
- Andy Serkis - Il Signore degli Anelli - Le due torri (The Lord of the Rings: The Two Towers)
- Toby Stephens - La morte può attendere (Die Another Day)
- Robin Williams - Insomnia
- Max von Sydow - Minority Report
- Ralph Fiennes - Red Dragon
- Tom Hardy - Star Trek - La nemesi (Star Trek: Nemesis)

#### Miglior attrice non protagonista
- Samantha Morton - Minority Report
- Halle Berry - La morte può attendere (Die Another Day)
- Connie Nielsen - One Hour Photo
- Emily Watson - Red Dragon
- Rachel Roberts - S1m0ne
- Sissy Spacek - Tuck Everlasting - Vivere per sempre (Tuck Everlasting)

#### Miglior attore emergente
- Tyler Hoechlin - Era mio padre (Road to Perdition)
- Jeremy Sumpter - Frailty - Nessuno è al sicuro (Frailty)
- Daniel Radcliffe - Harry Potter e la Camera dei Segreti (Harry Potter and the Chamber of Secrets)
- Elijah Wood - Il Signore degli Anelli - Le due torri (The Lord of the Rings: The Two Towers)
- Hayden Christensen - Star Wars: Episodio II - L'attacco dei cloni (Star Wars: Episode II - Attack of the Clones)
- Alexis Bledel - Tuck Everlasting - Vivere per sempre (Tuck Everlasting)

#### Miglior regia
- Steven Spielberg - Minority Report[5]
- Bill Paxton - Frailty - Nessuno è al sicuro (Frailty)
- Chris Columbus - Harry Potter e la camera dei segreti (Harry Potter and the Chamber of Secrets)
- Peter Jackson - Il Signore degli Anelli - Le due torri (The Lord of the Rings: The Two Towers)
- Sam Raimi - Spider-Man
- George Lucas - Star Wars: Episodio II - L'attacco dei cloni (Star Wars: Episode II - Attack of the Clones)

#### Miglior sceneggiatura
- Scott Frank e Jon Cohen - Minority Report
- Brent Hanley - Frailty - Nessuno è al sicuro (Frailty)
- Hillary Seitz - Insomnia
- Fran Walsh, Philippa Boyens, Stephen Sinclair e Peter Jackson - Il Signore degli Anelli - Le due torri (The Lord of the Rings: The Two Towers)
- Mark Romanek - One Hour Photo
- Hayao Miyazaki, Cindy Davis Hewitt e Donald H. Hewitt - La città incantata (千と千尋の神隠し)

#### Miglior costumi
- Ngila Dickson, Richard Taylor - Il Signore degli Anelli - Le due torri (The Lord of the Rings: The Two Towers)
- Trisha Biggar - Star Wars: Episodio II - L'attacco dei cloni (Star Wars Episode II: Attack of the Clones)
- Deena Appel - Austin Powers in Goldmember
- Lindy Hemming - Harry Potter e la camera dei segreti (Harry Potter and the Chamber of Secrets)
- Deborah Lynn Scott - Minority Report
- Bob Ringwood - Star Trek - La nemesi (Star Trek: Nemesis)

#### Miglior trucco
- Peter Owen e Peter King - Il Signore degli Anelli - Le due torri (The Lord of the Rings: The Two Towers)
- Michelle Taylor, Gary Matanky, Bob Newton e Mark Boley - Blade II
- Nick Dudman e Amanda Knight - Harry Potter e la camera dei segreti (Harry Potter and the Chamber of Secrets)
- Michèle Burke e Camille Calvet - Minority Report
- Rick Baker, Jean Ann Black e Bill Sturgeon - The Ring
- Michael Westmore - Star Trek - La nemesi (Star Trek: Nemesis)

#### Migliori effetti speciali
- Rob Coleman, Pablo Helman, John Knoll e Ben Snow - Star Wars: Episodio II - L'attacco dei cloni (Star Wars: Episode II - Attack of the Clones)
- Jim Mitchell, Nick Davis, John Richardson e Bill George - Harry Potter e la camera dei segreti (Harry Potter and the Chamber of Secrets)
- Jim Rygiel, Joe Letteri, Randall William Cook e Alex Funke - Il Signore degli Anelli - Le due torri (The Lord of the Rings: The Two Towers)
- Scott Farrar, Henry LaBounta, Michael Lantieri e Nathan McGuinness - Minority Report
- John Dykstra, Scott Stokdyk, Anthony LaMolinara e John Frazier - Spider-Man
- Joel Hynek, Matthew E. Butler, Sean Andrew Faden e John Frazier - xXx

#### Miglior colonna sonora
- Danny Elfman - Spider-Man
- Howard Shore - Il Signore degli Anelli - Le due torri (The Lord of the Rings: The Two Towers)
- John Williams - Minority Report
- Reinhold Heil - One Hour Photo
- Joe Hisaishi - La città incantata (千と千尋の神隠し)
- John Williams - Star Wars: Episodio II - L'attacco dei cloni (Star Wars: Episode II - Attack of the Clones)

#### Miglior film d'animazione
- La città incantata (千と千尋の神隠し), regia di Hayao Miyazaki
- L'era glaciale (Ice Age), regia di Chris Wedge
- Lilo & Stitch, regia di Dean DeBlois e Chris Sanders
- Il pianeta del tesoro (Treasure Planet), regia di Ron Clements e John Musker

### Televisione

#### Miglior serie televisiva trasmessa da una rete
- Alias
- Angel
- Star Trek: Enterprise
- Buffy l'ammazzavampiri (Buffy the Vampire Slayer)
- Smallville
- The Twilight Zone

#### Miglior serie televisiva trasmessa via cavo
- Farscape
- Andromeda
- Jeremiah
- The Dead Zone
- Stargate SG-1
- Mutant X

#### Miglior presentazione televisiva
- Taken
- Dinotopia
- Rose Red
- Carrie
- The Lathe of Heaven (Lathe of Heaven)
- Snow Queen

#### Miglior attore televisivo
- David Boreanaz - Angel
- Ben Browder - Farscape
- Scott Bakula - Star Trek: Enterprise
- Richard Dean Anderson - Stargate SG-1
- Tom Welling - Smallville
- Anthony Michael Hall - The Dead Zone

#### Miglior attrice televisiva
- Jennifer Garner - Alias
- Charisma Carpenter - Angel
- Sarah Michelle Gellar - Buffy l'ammazzavampiri (Buffy the Vampire Slayer)
- Claudia Black - Farscape
- Kristin Kreuk - Smallville
- Emily Bergl - Taken

#### Miglior attore non protagonista televisivo
- Victor Garber - Angel
- Alexis Denisof - Angel
- James Marsters - Buffy l'ammazzavampiri (Buffy the Vampire Slayer)
- Connor Trinneer - Star Trek: Enterprise
- John Glover - Smallville
- Michael Rosenbaum - Smallville

#### Miglior attrice non protagonista televisiva
- Alyson Hannigan - Buffy l'ammazzavampiri (Buffy the Vampire Slayer)
- Amy Acker - Angel
- Michelle Trachtenberg - Buffy l'ammazzavampiri (Buffy the Vampire Slayer)
- Jolene Blalock - Star Trek: Enterprise
- Heather Donahue - Taken
- Dakota Fanning - Taken

### Home media

#### Miglior edizione DVD/Blu-ray (film)
- Dog Soldiers
- Dagon
- Il gobbo di Notre Dame II (The Hunchback of Notre Dame II)
- Osamu Tezuka's Metropolis
- Un killer per Lucinda (Brother's Keeper)
- Il cacciatore delle tenebre (Vampires: Los Muertos)

#### Miglior edizione speciale DVD/Blu-ray
- Il Signore degli Anelli - La Compagnia dell'Anello (Lord of the Rings: The Fellowship of the Ring)
- A.I. - Intelligenza artificiale (A.I. Artificial Intelligence)
- Memento
- Minority Report
- Monsters & Co. (Monsters, Inc.)
- Star Wars: Episodio II - L'attacco dei cloni (Star Wars: Episode II - Attack of the Clones)

#### Miglior edizione DVD/Blu-ray di un film classico
- E.T. l'extra-terrestre (E.T. the Extra-Terrestrial)
- Star Trek II - L'ira di Khan (Star Trek II: The Wrath of Khan)
- Il buio si avvicina (Near Dark)
- La grande corsa (The Great Race)
- La bella e la bestia (Beauty and the Beast)

- Ritorno al futuro (Back to the Future), Ritorno al futuro - Parte II (Back to the Future Part II) e Ritorno al futuro - Parte III (Back to the Future Part III)

#### Miglior edizione DVD/Blu-ray (serie TV)
- Star Trek: The Next Generation
- Babylon 5
- Buffy l'ammazzavampiri (Buffy the Vampire Slayer)
- Highlander
- Oltre i limiti (The Outer Limits)
- X-Files (The X-Files)

## Premi speciali
- Life Career Award:
  - Sid Krofft e Marty Krofft
  - Kurt Russell
- President's Award: James Cameron
- Young Filmmaker's Showcase Award: Bill Paxton
- Special Award: Bob Weinstein e Harvey Weinstein

### Cinescape Genre Face of the Future Award
- Femminile: Emma Caulfield - Al calare delle tenebre (Darkness Falls) e Buffy l'ammazzavampiri (Buffy the Vampire Slayer)
- Maschile: Nathan Fillion - Firefly